# Jogos Olímpicos de Inverno de 1994
Os Jogos Olímpicos de Inverno de 1994, oficialmente XVII Jogos Olímpicos de Inverno, foram um evento multiesportivo celebrados em Lillehammer, na Noruega, com 1737 atletas de 67 países. Os jogos se realizaram de 12 a 27 de fevereiro.
Em 1986 o Comitê Olímpico Internacional votou por realizar os Jogos Olímpicos de Verão e de Inverno em anos separados, sendo que eram disputados no mesmo ano desde a introdução dos Jogos de Inverno em 1924, passando a ser realizados a cada dois anos alternados iniciando com a edição de 1994. Desta forma estas foram as primeiras Olimpíadas de Inverno não disputadas no mesmo ano das Olimpíadas de Verão e única realizada oficialmente dois anos após a edição anterior. Com esta alteração no ciclo, a próxima edição dos Jogos de Inverno foi realizada em 1998.

## Processo de eleição
Lillehammer ganhou o direito de sediar os Jogos em setembro de 1988 em Seul, antes da cerimônia de abertura dos Jogos Olímpicos de Verão daquele ano, superando as candidaturas de Anchorage (Estados Unidos), Sofia (Bulgária) e a conjunta Östersund/Åre (Suécia).
| Resultados da eleição da cidade-sede dos XVII Jogos Olímpicos de Inverno | Resultados da eleição da cidade-sede dos XVII Jogos Olímpicos de Inverno | Resultados da eleição da cidade-sede dos XVII Jogos Olímpicos de Inverno | Resultados da eleição da cidade-sede dos XVII Jogos Olímpicos de Inverno | Resultados da eleição da cidade-sede dos XVII Jogos Olímpicos de Inverno |
| ------------------------------------------------------------------------ | ------------------------------------------------------------------------ | ------------------------------------------------------------------------ | ------------------------------------------------------------------------ | ------------------------------------------------------------------------ |
| Cidade                                                                   | CON                                                                      | 1ª rodada                                                                | 2ª rodada                                                                | 3ª rodada                                                                |
| Lillehammer                                                              | Noruega                                                                  | 25                                                                       | 30                                                                       | 45                                                                       |
| Östersund/Åre                                                            | Suécia                                                                   | 19                                                                       | 33                                                                       | 39                                                                       |
| Anchorage                                                                | Estados Unidos                                                           | 23                                                                       | 22                                                                       | -                                                                        |
| Sofia                                                                    | Bulgária                                                                 | 17                                                                       | -                                                                        | -                                                                        |

## Modalidades disputadas
Abaixo a lista de modalidades que foram disputadas nos Jogos. Em parênteses o número de eventos em cada modalidade:
| - Biatlo (6) - Bobsleigh (2) - Combinado nórdico (2) - Esqui alpino (10) | - Esqui cross-country (10) - Esqui estilo livre (4) - Hóquei no gelo (1) - Luge (3) | - Patinação artística (4) - Patinação de velocidade (10) - Patinação de velocidade em pista curta (6) - Salto de esqui (3) |

## Locais de competição
- Hafjell – Esqui alpino (slalom gigante, slalom e combinado)
- Kvitfjell – Esqui alpino (Super G e downhill)
- Birkebeineren Skistadion – Combinado nórdico, biatlo e esqui cross-country
- Lysgårdsbakken – Combinado nórdico, salto de esqui, cerimônias de abertura e encerramento
- Gjøvik Olympiske Fjellhall – Hóquei no gelo
- Vikingskipet – Patinação de velocidade
- Hamar OL-Amfi – Patinação artística, patinação de velocidade em pista curta
- Håkons Hall – Hóquei no gelo
- Hunderfossen – Bobsleigh e luge
- Kanthugen Freestyle Arena – Esqui estilo livre

## Países participantes

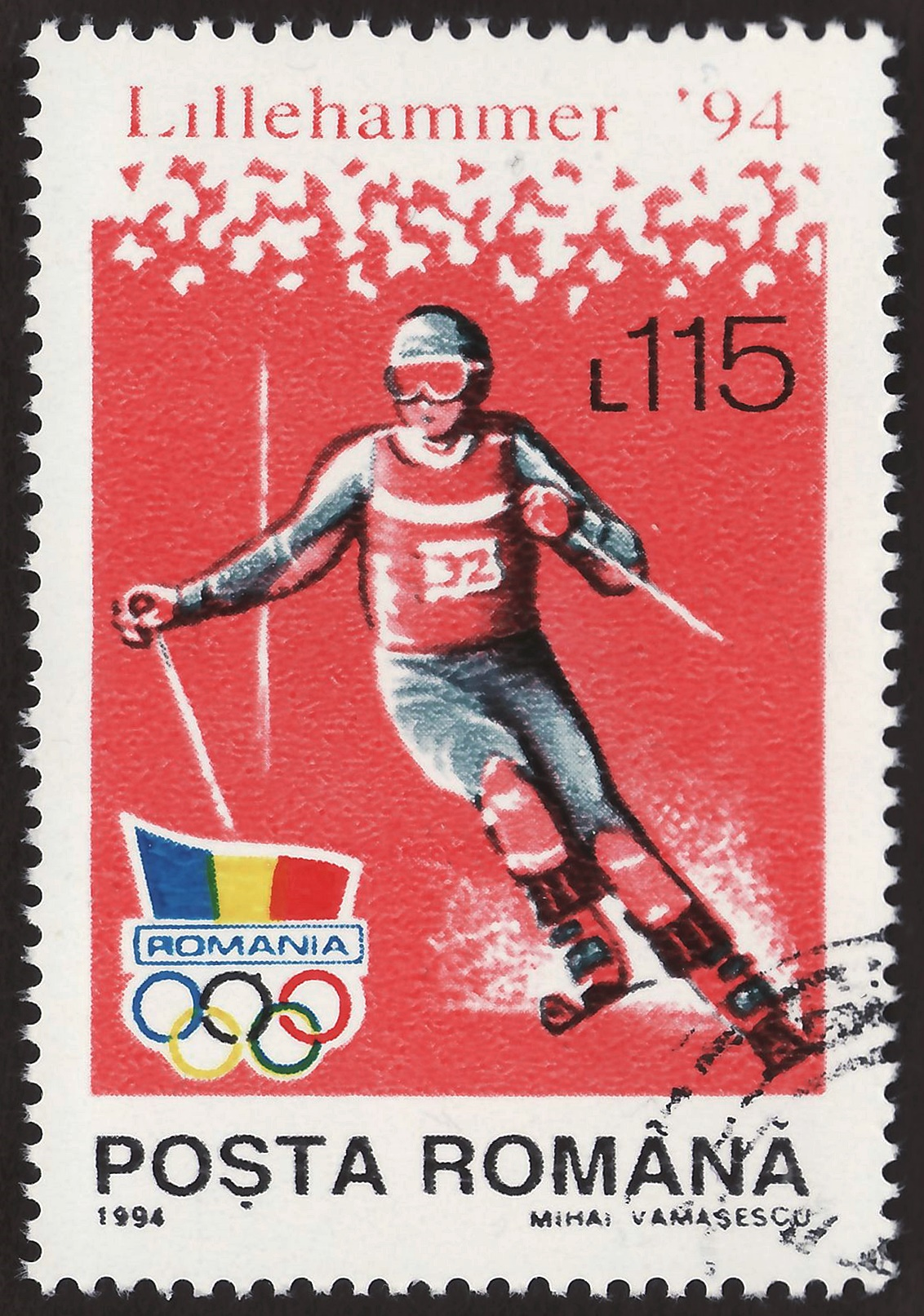
Selo comemorativo romeno de 2014 mostrando o esqui alpino

67 Comitês Olímpicos Nacionais participaram dos Jogos, três a mais do que o recorde anterior de 64 registrado em 1992. 
Acompanhando diversas mudanças propostas em 1988, esta edição foi a primeira da história dos Jogos Olímpicos de Inverno a ter critérios de participação mais rígidas motivando a criação de regras de classificação em 11 esportes. Estas mudanças também motivaram a implementação de um número máximo de atletas inscritos, o que impediu a participação de atletas de nível esportivo relativamente mais baixo. O único esporte que não se enquadrou nesse novo sistema foi o bobsleigh em que competiram atletas de Ilhas Virgens Americanas, Trinidad e Tobago e Jamaica. Durante muito tempo o Comitê Organizador trabalhou com as expectativas de que 75 países enviassem delegações a Lillehammer, o que acabou não ocorrendo pois 11 países de "clima mais quente" não conseguiram classificar atletas.
Motivada pelo cerco de Sarajevo a Assembleia Geral das Nações Unidas, em 25 de outubro de 1993, instou seus membros a observar a trégua olímpica durante 28 dias, transformando assim esta edição na primeira a observar a trégua. O cerco de Sarajevo ainda motivou o próprio Comitê Olímpico Internacional a também instar as autoridades envolvidas na Guerra da Bósnia a fazer o mesmo, já que Sarajevo havia sediado os Jogos de Inverno em 1984.
Armênia, Belarus, Cazaquistão, Geórgia, Moldávia, Quirguistão, Tajiquistão, Turcomenistão, Ucrânia e Uzbequistão enviaram delegações próprias pela primeira vez na história dos Jogos. Esta foi a primeira vez desde os Jogos Olímpicos de Verão de 1912 em que a Rússia enviou uma delegação de forma independente. A dissolução da Tchecoslováquia realizado no ano anterior resultou em mais dois Comitês Olímpicos Nacionais, o da República Tcheca e o da Eslováquia que também enviaram delegações independentes pela primeira vez. Uma outra consequência da mudança no panorama geopolítico foi também a primeira participação da recém-independente Bósnia e Herzegovina em Jogos Olímpicos de Inverno. Esta também foi a primeira participação de Israel como membro dos Comitês Olímpicos Europeus após 20 anos participando de forma independente nos Jogos (o país foi membro do Conselho Olímpico da Ásia entre 1954 e 1974). Dois países de "clima quente" enviaram uma delegação pela primeira vez: Samoa Americana e Trinidad e Tobago. De todos estes países estreantes, apenas a Samoa Americana nunca mais retornou aos Jogos de Inverno.
Na lista abaixo, o número entre parênteses indica o número de atletas por cada nação nos Jogos:
- RSA África do Sul (2)
- GER Alemanha (112)
- AND Andorra (6)
- ARG Argentina (10)
- ARM Armênia (2)
- AUS Austrália (25)
- AUT Áustria (80)
- BEL Bélgica (5)
- BER Bermudas (1)
- BLR Bielorrússia (33)
- BIH Bósnia e Herzegovina (10)
- BRA Brasil (1)
- BUL Bulgária (17)
- CAN Canadá (95)
- KAZ Cazaquistão (29)
- CHI Chile (3)
- CHN China (24)
- CYP Chipre (1)
- KOR Coreia do Sul (21)
- CRO Croácia (3)
- DEN Dinamarca (4)
- SVK Eslováquia (42)
- SLO Eslovênia (22)
- ESP Espanha (13)
- USA Estados Unidos (147)
- EST Estônia (26)
- FIJ Fiji (1)
- FIN Finlândia (61)
- FRA França (98)
- GEO Geórgia (5)
- GBR Grã-Bretanha (32)
- GRE Grécia (9)
- HUN Hungria (16)
- ISV Ilhas Virgens Americanas (8)
- ISL Islândia (5)
- ISR Israel (1)
- ITA Itália (104)
- JAM Jamaica (4)
- JPN Japão (57)
- LAT Letônia (27)
- LIE Liechtenstein (10)
- LTU Lituânia (6)
- LUX Luxemburgo (1)
- MEX México (1)
- MDA Moldávia (2)
- MON Mônaco (5)
- MGL Mongólia (1)
- NOR Noruega (88)
- NZL Nova Zelândia (7)
- NED Países Baixos (21)
- POL Polônia (28)
- PUR Porto Rico (5)
- POR Portugal (1)
- KGZ Quirguistão (1)
- CZE República Checa (63)
- ROM Romênia (23)
- RUS Rússia (113)
- ASA Samoa Americana (2)
- SMR San Marino (3)
- SEN Senegal (1)
- SWE Suécia (84)
- SUI Suíça (59)
- TPE Taipé Chinês (2)
- TRI Trinidad e Tobago (2)
- TUR Turquia (1)
- UKR Ucrânia (37)
- UZB Uzbequistão (7)

## Quadro de medalhas
| Ordem | País               | Medalha de ouro | Medalha de prata | Medalha de bronze |    |
| ----- | ------------------ | --------------- | ---------------- | ----------------- | -- |
| 1     | RUS Rússia         | 11              | 8                | 4                 | 23 |
| 2     | NOR Noruega        | 10              | 11               | 5                 | 26 |
| 3     | GER Alemanha       | 9               | 7                | 8                 | 24 |
| 4     | ITA Itália         | 7               | 5                | 8                 | 20 |
| 5     | USA Estados Unidos | 6               | 5                | 2                 | 13 |

Fonte: Comitê Olímpico Internacional (Quadro de medalhas - Lillehammer 1994)